# کژژوو (شهرستان اوک)
کژژوو (به لهستانی:  Krzyżewo) یک روستا در لهستان است که در گمینا کالینووو واقع شده‌است.